# تی‌شرت
تی‌شرت (به زبان انگلیسی: t-shirt یا tee shirt) نوعی لباس است که برای پوشاندن بالاتنه به کار می‌رود. معمولاً تی‌شرت‌ها یا دکمه ندارند یا کم دارند و یقه گرد یا یقه هفت هستند و بعضی از آنها یقه دارند که به آنها پلوشرت می‌گویند و آستین‌های کوتاه دارند و آستین بلند و از نوع پارچه‌های نازک بوده و برای فصل گرما استفاده می‌شوند. البته برای پاییز هم نوعی تیشرت با آستین بلند و جنس پارچه ضخیم‌تر در حال تولید است.
تی‌شرت‌ها در اصل برای پوشش زیر (زیر لباس) استفاده می‌شدند، اما در حال حاضر اغلب به عنوان لباس و تنهایی بدون لباس‌های دیگر هم استفاده می‌شوند، البته به غیر از سینه‌بند در زنان. اغلب تی‌شرت‌ها امروزه مزین به عکسهایی برای تبلیغات و بیان ایده یا ترکیبی از هر دو به همراه کلمات قابل درک و هنری هستند. تی‌شرت‌ها لباس‌هایی معروف هستند که در سراسر دنیا استفاده می‌شوند.

## تاریخچه
لباس‌های ساده T شکل از زمان‌های قدیم بخشی از لباس‌های بشر بوده‌است. لباس‌هایی شبیه به تی‌شرت‌هایی که در اوایل تاریخ می‌پوشیدند، عموماً تونیک نامیده می‌شوند.
تی شرت مدرن از زیرپوش‌های استفاده شده در قرن ۱۹ تکامل یافته‌است. ابتدا کت و شلوار یک تکه کت و شلوار به لباس‌های بالا و پایین جداگانه بریده شد و بالا به اندازه کافی بلند بود تا زیر کمربند پایینی قرار گیرد. با و بدون دکمه در اواخر قرن نوزدهم توسط معدنچیان و غرفه‌داران به عنوان پوششی مناسب برای محیط‌های گرم مورد استفاده قرار گرفتند.
قدیمی‌ترین تی‌شرت به‌عنوان لباس‌های بدون دکمه، به زمانی بین جنگ اسپانیا و آمریکا در سال ۱۸۹۸ و سال ۱۹۰۴ برمی‌گردد، زمانی که شرکت لباس زیر کوپر آگهی مجله‌ای را منتشر کرد و محصول جدیدی را برای مجردان تبلیغ کرد. در عکس مردی انگار خجالت زده چشمانش را از دوربین دور می‌کند. او تمام دکمه‌های زیرپیراهنش کنده شده و لبه‌های آن را به هم چسبانده‌است. شعار «بدون سنجاق – بدون دکمه – بدون سوزن – بدون نخ»، هدف این تبلیغ مردان مجرد و بدون مهارت خیاطی بود.

## مزیت‌های تیشرت
یکی از بزرگ‌ترین مزیت‌های تیشرت، اتو کشی آسان آن است. با صرف زمان خیلی کم می‌توان آن را اتو کشی کرد و به راحتی استفاده کرد.

## نگارخانه

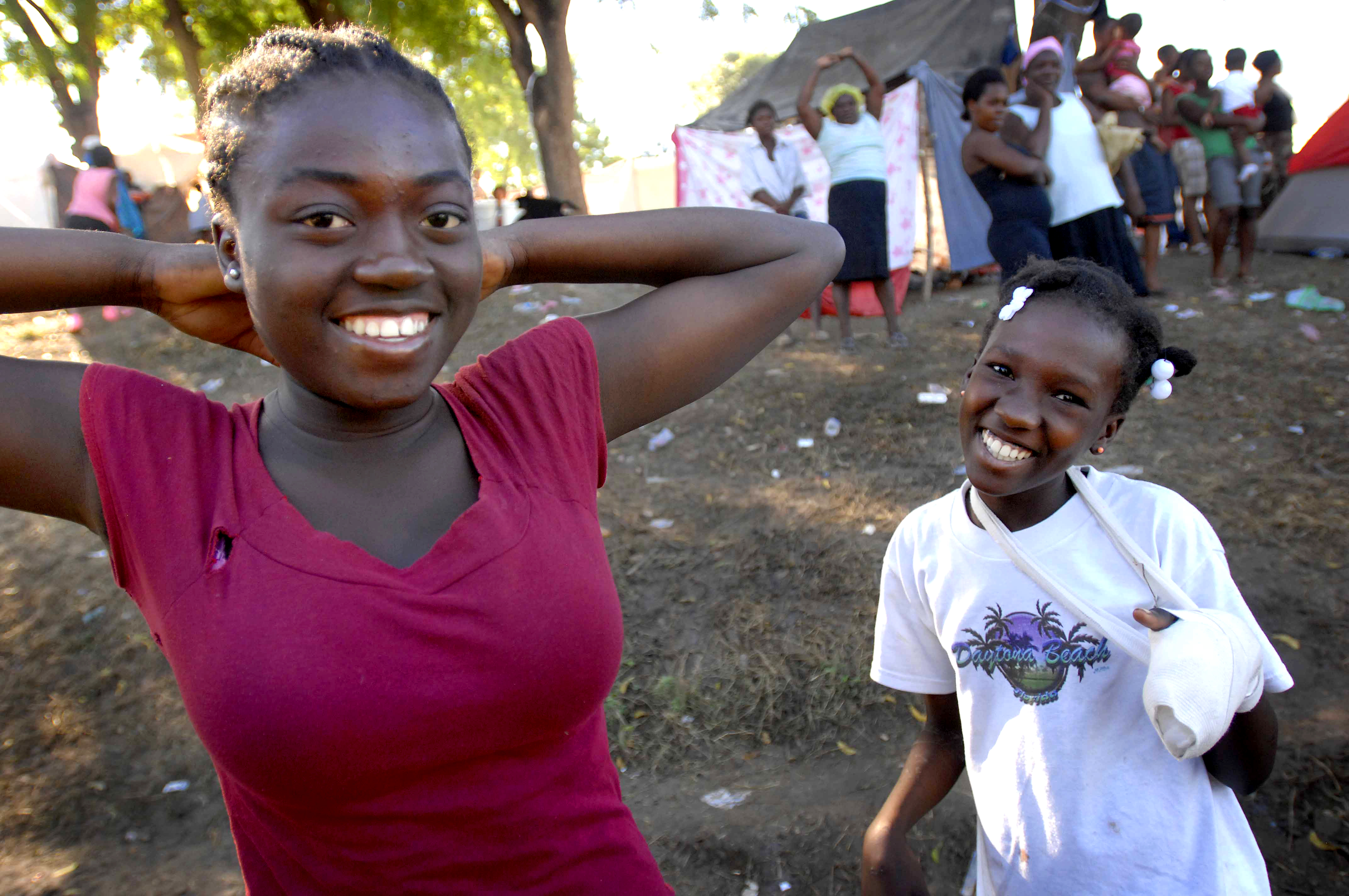
تیشرت بچگانه
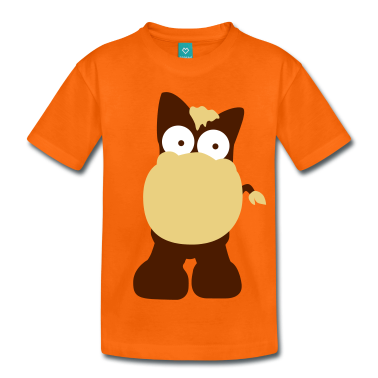
تیشرت فانتزی
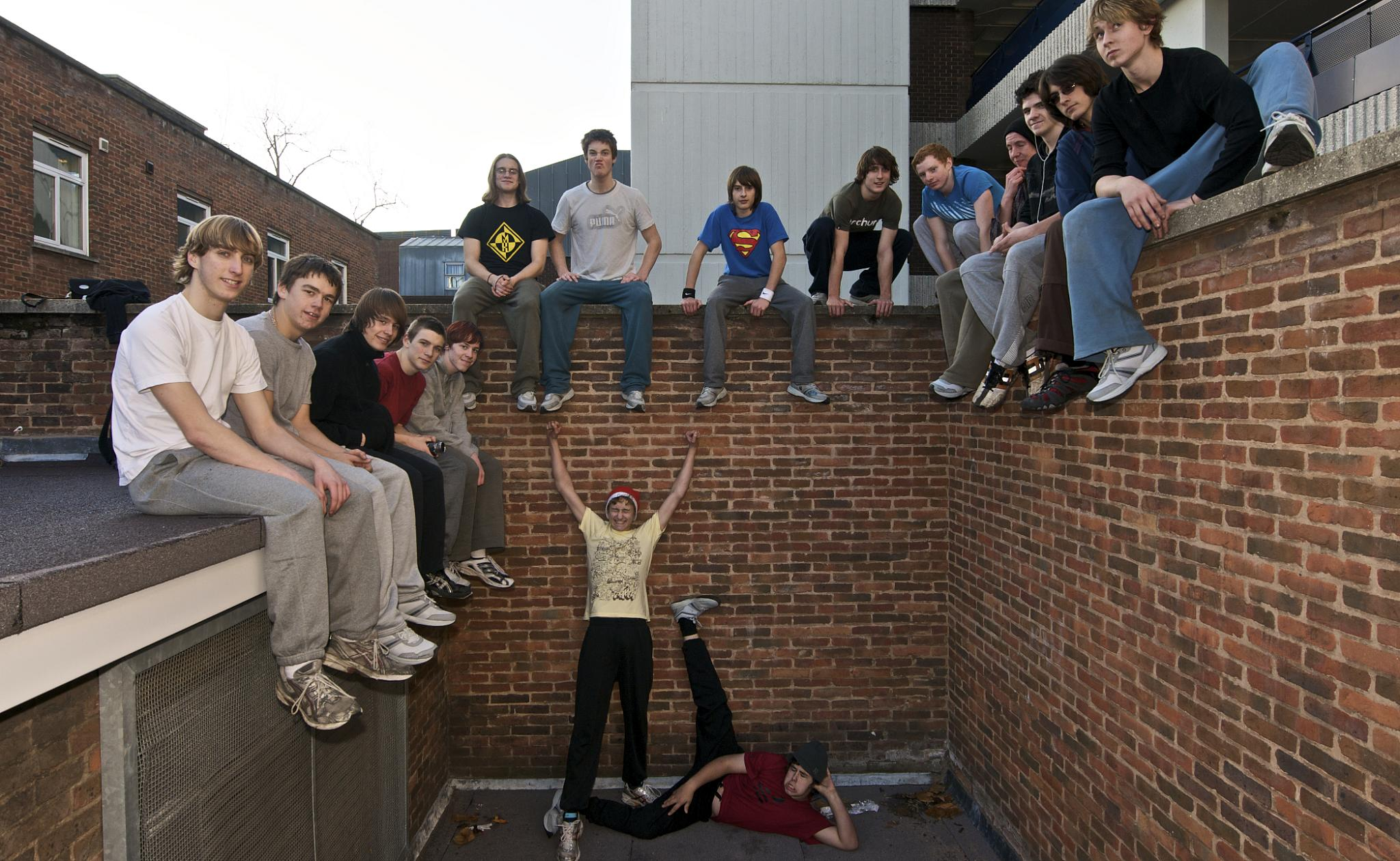
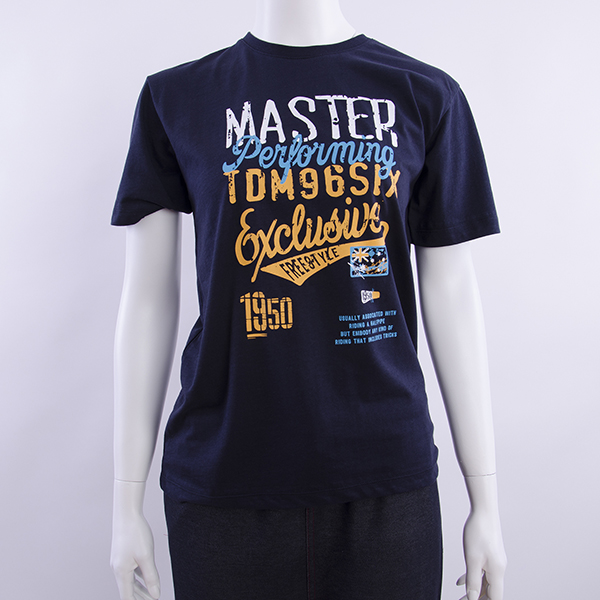
تیشرت اسپرت
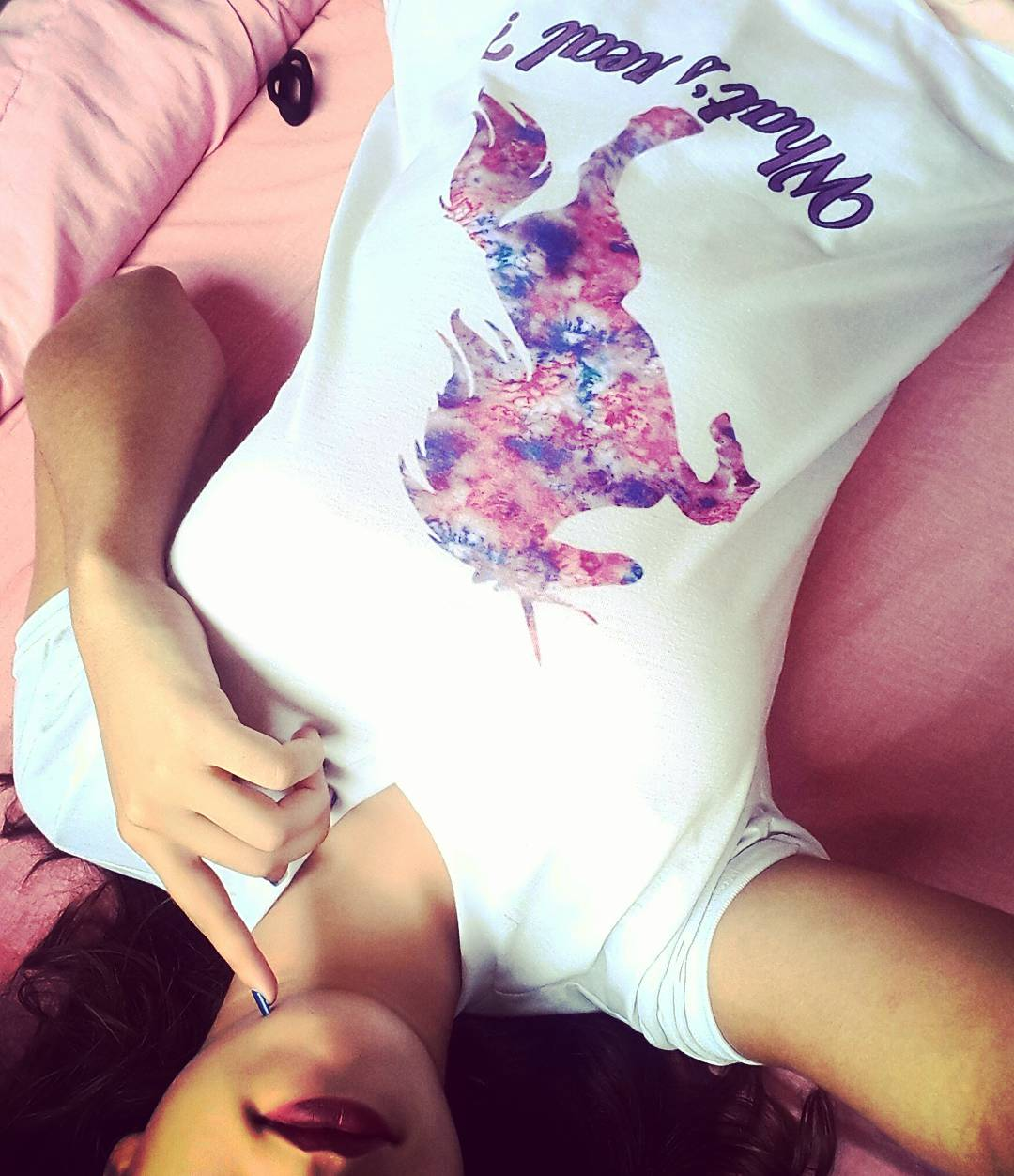
تیشرت دخترانه
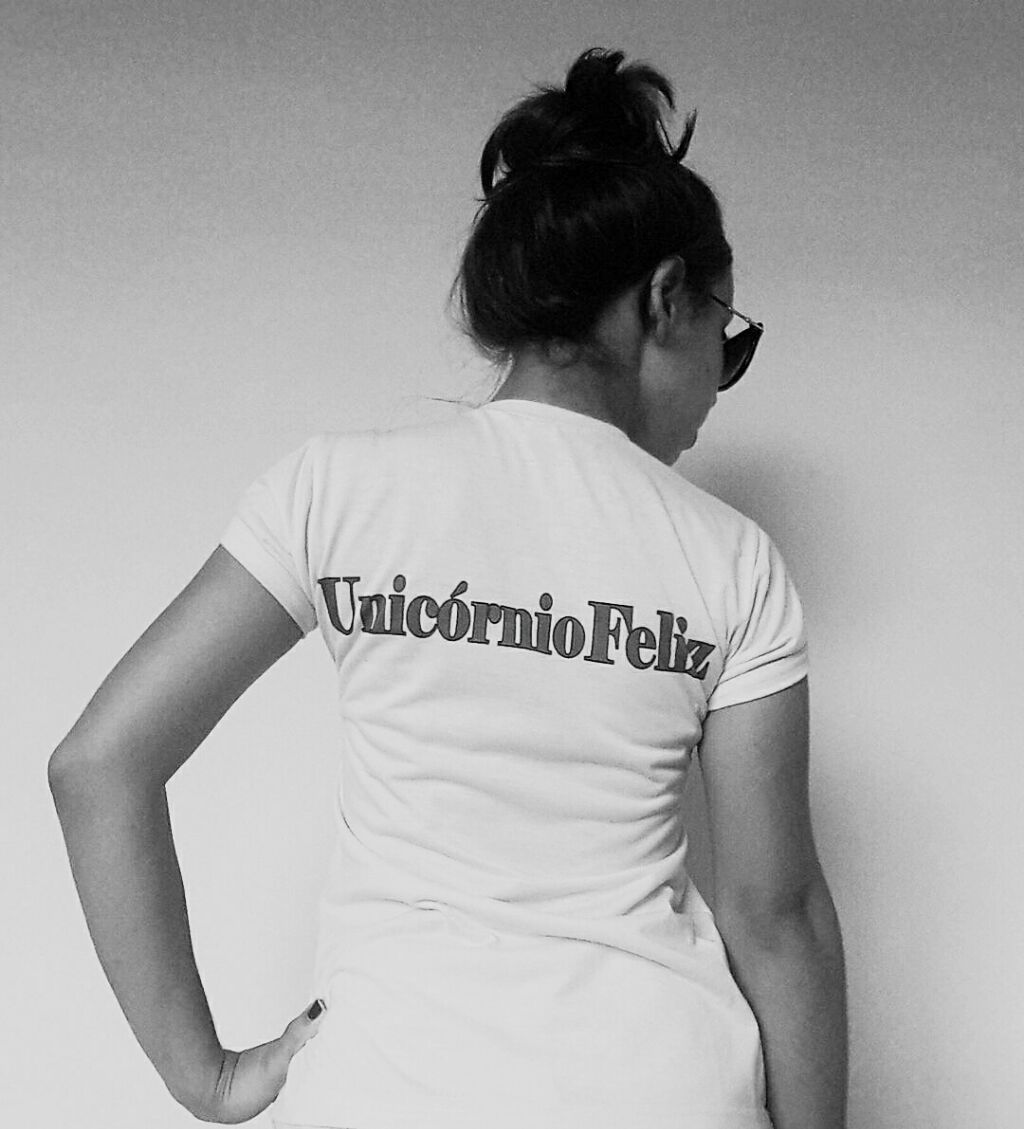